# Finale della Coppa del mondo per club FIFA 2012
La finale della 9ª edizione della Coppa del mondo per club FIFA si è tenuta domenica 16 dicembre 2012 all'International Stadium di Yokohama tra i brasiliani del Corinthians, vincitori della Coppa Libertadores 2012, e gli inglesi del Chelsea, vincitori della UEFA Champions League 2011-2012.

## Il cammino verso la finale
Il Corinthians ha superato in semifinale l'Al-Ahly, campione della CAF Champions League 2012, per 1-0.
Il Chelsea è arrivato in finale eliminando il Monterrey, vincitore della CONCACAF Champions League 2011-2012 per 3-1.

## La partita

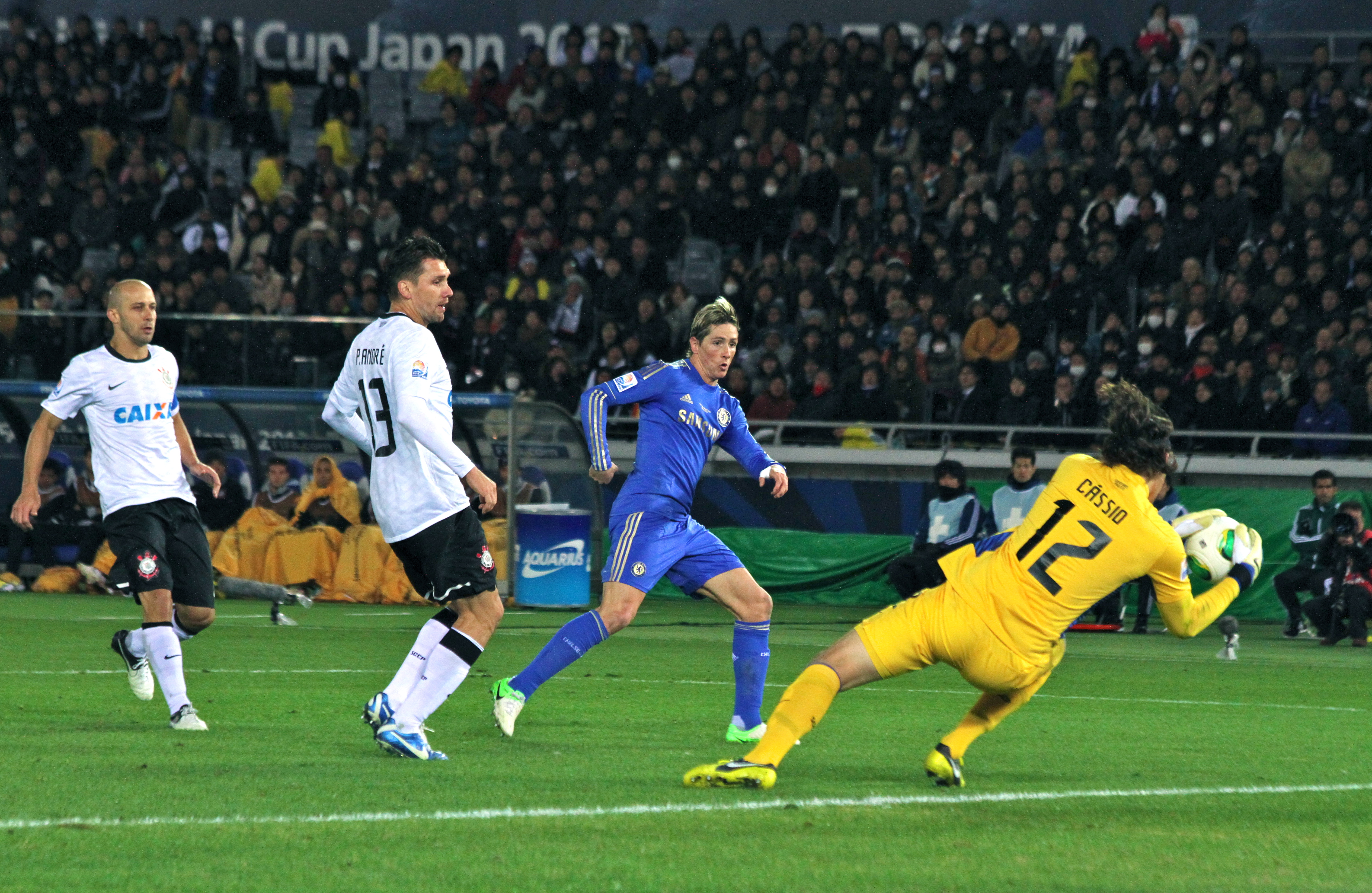
Una parata di Cássio, grande protagonista della finale, sul tiro di Fernando Torres.

L'inizio della gara ha visto il Chelsea partire forte e andare vicino al vantaggio col difensore Cahill, fermato da Cássio. Occasioni sia per gli inglesi che per i brasiliani, rispettivamente con Torres e con Emerson (palo), prima della gran parata di Cássio su Moses. Nella ripresa il Corinthians ha giocato meglio e al 24' del secondo tempo dopo un'azione insistita è pervenuto al gol con il centravanti Guerrero. Nonostante gli sforzi prodotti nel finale di gara, il Chelsea non è riuscito a pareggiare.
Per il Corinthians si è trattato del secondo successo nella storia della competizione dopo la vittoria nell'edizione inaugurale del 2000; inoltre, il Timão ha riportato il trofeo in Sudamerica a sei anni di distanza dell'ultima volta.

## Tabellino
| Arbitro: | Çakır |

|              |           |  |
| Guerrero 69’ | Marcatori |  |

| Corinthians | Chelsea |

Formazioni:
| Corinthians (4-2-3-1) |    |                      |     |       |
|                       |    |                      |     |       |
| POR                   | 12 | Cássio               |     |       |
| DIF                   | 2  | Alessandro (c)       |     |       |
| DIF                   | 3  | Chicão               |     |       |
| DIF                   | 13 | Paulo André          |     |       |
| DIF                   | 6  | Fábio Santos         |     |       |
| CEN                   | 5  | Ralf                 |     |       |
| CEN                   | 8  | Paulinho             |     |       |
| CEN                   | 11 | Emerson              |     | 90+1’ |
| CEN                   | 20 | Danilo               |     |       |
| CEN                   | 23 | Jorge Henrique       | 56’ |       |
| ATT                   | 9  | José Paolo Guerrero  |     | 87’   |
| Sostituzioni:         |    |                      |     |       |
| POR                   | 1  | Júlio César          |     |       |
| DIF                   | 4  | Wallace              |     | 90+1’ |
| ATT                   | 7  | Juan Manuel Martínez |     | 87’   |
| CEN                   | 10 | Douglas              |     |       |
| DIF                   | 15 | Ânderson Polga       |     |       |
| CEN                   | 17 | Willian Arão         |     |       |
| CEN                   | 21 | Edenilson            |     |       |
| POR                   | 22 | Danilo Fernandes     |     |       |
| DIF                   | 26 | Guilherme            |     |       |
| DIF                   | 28 | Felipe               |     |       |
| CEN                   | 29 | Giovanni             |     |       |
| ATT                   | 31 | Romarinho            |     |       |
| Allenatore:           |    |                      |     |       |
| Tite                  |    |                      |     |       |

| Chelsea (4-2-3-1) |    |                    |     |     |
|                   |    |                    |     |     |
| POR               | 1  | Petr Čech          |     |     |
| DIF               | 2  | Branislav Ivanović |     | 83’ |
| DIF               | 24 | Gary Cahill        | 90’ |     |
| DIF               | 4  | David Luiz         | 72’ |     |
| DIF               | 3  | Ashley Cole        |     |     |
| CEN               | 7  | Ramires            |     |     |
| CEN               | 8  | Frank Lampard (c)  |     |     |
| CEN               | 13 | Victor Moses       |     | 73’ |
| CEN               | 10 | Juan Manuel Mata   |     |     |
| CEN               | 17 | Eden Hazard        |     | 87’ |
| ATT               | 9  | Fernando Torres    |     |     |
| Sostituzioni:     |    |                    |     |     |
| CEN               | 11 | Oscar              |     | 73’ |
| CEN               | 12 | John Obi Mikel     |     |     |
| DIF               | 19 | Paulo Ferreira     |     |     |
| CEN               | 21 | Marko Marin        |     | 87’ |
| POR               | 22 | Ross Turnbull      |     |     |
| DIF               | 28 | César Azpilicueta  |     | 83’ |
| DIF               | 34 | Ryan Bertrand      |     |     |
| ATT               | 35 | Lucas Piazón       |     |     |
| POR               | 40 | Henrique Hilário   |     |     |
| CEN               | 56 | George Saville     |     |     |
| Allenatore:       |    |                    |     |     |
| Rafael Benítez    |    |                    |     |     |